# Citharidium
Citharidium is een monotypisch geslacht van straalvinnige vissen uit de familie van de ruitzalmen (Citharinidae).

## Soort
- Citharidium ansorgii Boulenger, 1902